# Ramón Martínez (beisbolista)
Ramón Jaime Martínez (nacido el 22 de marzo de 1968 en Manoguayabo) es un ex lanzador dominicano que jugó en las Grandes Ligas de Béisbol. En una carrera de 13 años ganó 135 partidos, sobre todo con los Dodgers de Los Ángeles. Actualmente es consejero veterano de los Dodgers para Latinoamérica.

## Carrera

### Los Angeles Dodgers
Martínez fue el jugador más joven de la liga cuando hizo su debut en Grandes Ligas en 1988. Tuvo una gran temporada en 1990, cuando ganó 20 juegos, ponchó a 18 bateadores en un juego (el 4 de junio), fue  seleccionado al Juego de Estrellas, y terminó segundo en ponches, así como en  la votación para el Premio Cy Young. Se mantuvo como un sólido abridor durante varios años, lanzando un partido sin hits contra los Marlins de Florida el 14 de julio de 1995 y lanzando en la misma rotación junto a su hermano Pedro en 1993.
A principios de la temporada de 1998, Martínez sufrió un desgarro del manguito rotador y un desgarro del cartílago, los cuales fueron remendados quirúrgicamente el 30 de junio. Los  Dodgers no le ofrecieron la opción de $5.6 millones de dólares a partir de 1998 y tuvo que firmar con los Medias Rojas de Boston.

### Boston Red Sox
Ramón comenzó la temporada de 1999 en las ligas menores para rehabilitarse. Fue llamado por los Medias Rojas en agosto, para volver a lanzar junto a su hermano Pedro, haciendo cuatro aperturas para un registro de 3-1 con una efectividad de 3.05. Martínez tuvo menos éxito en el año 2000, con un récord de 10-8 y una efectividad de 6.03, y su opción para el año 2001 no fue comprada por los Medias Rojas
Después de dos años con los Medias Rojas, firmó de nuevo con los Dodgers, pero lo liberaron  al final de los spring training. Jugó brevemente con los Piratas de Pittsburgh en 2001 antes de retirarse.

## Trivia
- Mientras estuvo como abridor de los Dodgers, Ramón afirmó en reiteradas ocasiones que su hermano Pedro Martínez era un lanzador mejor que él.  Sin embargo, la gerencia de los Dodgers subestimó a Pedro afirmando que era demasiado pequeño para tener éxito e inmediatamente lo cedieron a otro equipo. Pedro se convirtió en uno de los mejores lanzadores de su generación y de la historia. Pedro, posteriormente fue incluido en el Salón de la Fama de Coopers Town del béisbol en la clase del 2015.

- En la Liga Dominicana jugó para los Tigres del Licey y terminó con 9 victoria y 1 derrota, 1.43 de efectividad en 15 juegos iniciados.
- En 2010 fue nombrado entrenador de pitcheo del Licey.